# Dipartimento dell'Ispettorato centrale della tutela della qualità e della repressione frodi dei prodotti agro-alimentari
Il Dipartimento dell'Ispettorato centrale della tutela della qualità e della repressione frodi dei prodotti agro-alimentari (ICQRF) è un organo di controllo ufficiale del Ministero delle politiche agricole alimentari e forestali.
Istituito nel 1986 con il nome di Ispettorato centrale repressione frodi (ICRF), e successivamente rinominato in Ispettorato centrale per il controllo della qualità dei prodotti agroalimentari (ICQ), ha assunto la nuova denominazione nel 2009.

## Compiti
Il dipartimento ha il compito di prevenire e reprimere le frodi relative ai prodotti agroalimentari ed ai mezzi tecnici usati in agricoltura (mangimi, sementi, fertilizzanti e prodotti fitosanitari). L'obiettivo è quindi quello di tutelare i consumatori, i produttori da fenomeni di concorrenza sleale e le produzioni di qualità (DOP e IGP).
Il personale ispettivo e di laboratorio è incaricato per lo svolgimento delle attività di vigilanza e controllo in materia di prodotti agroalimentari e sostanze di uso agrario e forestale rivestendo altresì la qualifica di ufficiale di polizia giudiziaria.

## Struttura
Il dipartimento è suddiviso in due direzioni generali, una per la vigilanza per la qualità e la tutela del consumatore e una per la prevenzione e repressione delle frodi.
Sul territorio nazionale operano 27 uffici periferici ispettivi, con competenza regionale ed interregionale, e 6 laboratori che analizzano i campioni prelevati dal personale ispettivo durante i controlli.

## Attività di controllo
I controlli vengono effettuati da ispettori (agronomi, tecnologi alimentari, periti chimici, periti agrari, agrotecnici e amministrativi), presenti negli uffici periferici dislocati in tutta Italia, in tutti i settori della filiera agroalimentare interessando le diverse fasi (produzione, trasformazione, trasporto e commercio).
Le verifiche prevedono:
- ispezioni presso le aziende, controllando processi produttivi e la regolare tenuta della documentazione amministrativo-contabile per verificare la veridicità delle informazioni con quanto riportato in etichetta;
- eventuali prelievi di campioni di prodotti e successive analisi effettuate nei propri laboratori atte a verificarne la genuinità.

L'attività viene effettuata su indirizzo dell'amministrazione centrale che ha compiti di coordinamento e monitoraggio. Ciò garantisce uniformità nei criteri usati nella lotta agli illeciti commessi in campo agroalimentare.
In caso di irregolarità amministrative o penali il personale (con qualifica di ufficiale di polizia giudiziaria) procede ad elevare contestazioni amministrative o all'inoltro della notizia di reato all'Autorità Giudiziaria competente, effettuando il sequestro dei prodotti irregolari allo scopo di evitarne la distribuzione commerciale.